# Фриц Хофман
Фриц Хофман (Рослебен, 19. јун 1871 — Берлин, 14. јул 1927) био је немачки свестрани спортиста, атлетичар и гимнастичар, који је на Првим Олимпијским играма 1896. освојио 4 медаље: 2 златне, 1 сребрну и 1 бронзану.
На првом такмичењу Олимпијски игара 6. априла (25. март у Грчкој по тада важећем јулијанском календару у Грчкој), он је у трећој квалификационој групи трке на 100 метара стигао други иза Американца Тома Берка и квалификовао се за финалну трку. У финалу је с временом од 12,2 секунде освојио друго место и добио бронзану медаљу (1896. другопласирани је добијао бронзану, првопласитрани сребрну, а трећи није добијао ништа).
Учествовао је и у трци на 400 метара где је у финалу стигао четврти са истим временом као и трећепласирани Чарлс Гмелин од 55,6 секунди. На такмичењу у скоку увис, био је 5. са резултатом 1,55 метара. У бацању кугле делио је од 5. до 7. места. Такмичио се и у троскоку где је делио 6. и 7. место.
Хофман је био капитен екипе у гимнастици и са њом је освојио две екипне златне медаље за прва места у дисциплимама разбој и вратило. Учествовао је и као појединац у дисциплини пењање уз конопац, где је био трећи.
Хофман је такође био активан и у другим спортовима, укључујући бициклизам и веслање.
Учествовао је као капитен немачке репрезентације на Олимпијским играма 1900. у Паризу, 1904. у Сент Луису и на Олимпијским међуиграма 1906. у Атини. На међуиграма је учествовао и као такмичар у трци на 100 метара. Између 1904. и 1927. био је члан Одбора за олимпијске игре у Немачком царству (касније Одбор за физичке вежбе), претечи Немачког олимпијског комитета.
Хофман је био власник спортске продавнице у Берлину.